# Cap d'olla gris
El cap d'olla gris (Grampus griseus) és un dofí de mida més aviat gran (3,5 m de llargada màxima i 350 kg de pes) que es reconeix pel seu cap globós i per les abundants marques allargades de color blanc que, tot i que semblen cicatrius, ja es troben presents en els nounats. Sovint, especialment en els animals adults, la coloració de la regió cefàlica és més clara que la de la resta del cos i, a distància, alguns exemplars poden fins i tot arribar a semblar blancs.

## Descripció
La seva mida pot arribar a ser d'entre 3,2 i 4,3 metres i poden pesar 680 quilograms, sense existir un marcat dimorfisme sexual. En néixer pot mesurar entre 1,1 i 1,8 metres. S'aparella durant tot l'any amb preferència per les estacions de la primavera i de la tardor. La gestació dura entre 12 i 14 mesos, i la lactància entre 12 i 20. El seu color és gris però les nombroses marques i cicatrius blanques poden fer-lo semblar d'aquest color en la distància. Aquestes cicatrius poden ser degudes a lluites intraespecífiques o marques de calamars. No hi ha cap característica externa que permeti distingir als dos sexes. El seu cos és robust, particularment a la base de l'aleta dorsal i el cap presenta un meló prominent que en la seva zona frontal està dividit en dos per la presència d'un solc que acaba sobre el petit morro, amb prou feines visible. L'aleta dorsal és mitjanament alta i mesura entre 35 i 40 centímetres; és falciforme i està situada al centre del cos. Les aletes pectorals són llargues i acabades en punta.

## Biologia, ecologia i situació de l'espècie
Tot i tenir una distribució pràcticament cosmopolita, el cap d'olla gris és un cetaci mal conegut. A l'Atlàntic Nord, aquesta espècie es troba des de les illes Hèbrides i les Shetland fins a l'Equador. Al Mediterrani, és una espècie relativament comuna a la meitat occidental, però no es disposa de cap registre a l'oriental. Dintre de la seva àrea de distribució acostuma a ocupar les masses d'aigua més càlides, raó per la qual sembla que a l'hivern és més abundant a la franja sud de la Mediterrània que a la nord, mentre que a l'estiu se'l troba pertot.
És un habitant típic de les aigües obertes i és rar que s'apropi més d'unes 10-20 milles de la costa. Això l'ha lliurat de conflictes amb les activitats pesqueres i de rebre d'una manera directa els efectes del desenvolupament industrial i turístic del litoral. Els seus efectius a la Mediterrània no han estat mai determinats, tot i que no es creu que la seva població sigui molt gran.
El cap d'olla gris és fonamentalment un depredador de cefalòpodes. Així, basa la seva dieta en pops (Eledone spp), sípies (Sepia spp.) i calamars (Loligo i Todaropsis spp.), que sovint captura a grans fondàries.
És una espècie gregària, però el nombre d'integrants dels seus grups no és mai massa gran i normalment oscil·la entre els 5 i els 20 exemplars, encara que s'han descrit agrupacions, probablement transitòries, de centenars d'individus. Per mantenir la cohesió del grup, el cap d'olla gris disposa d'un llenguatge relativament complex, compost per un ample espectre de sons i ultrasons. Pilleri i Gihr van estudiar la morfologia del seu cervell i van comprovar que la mida relativa i la complexitat d'aquest òrgan en el cap d'olla gris eren molt superiors als de la majoria d'altres espècies de delfínids. Per una altra banda, els seus costums gregaris sovint el porten a formar agregacions mixtes amb altres espècies de petits cetacis i no és rar trobar caps d'olla grisos associats amb dofins mulars, dofins ratllats, caps d'olla negres d'aleta llarga, orques, balenes grises o, fins i tot, catxalots. Fraser va descriure formes aparentment híbrides en llibertat entre cap d'olla gris i dofí mular i en captivitat s'han aconseguit en diverses ocasions encreuament exitosos entre ambdues espècies.
La seva biologia reproductiva és poc coneguda. La talla al moment de néixer és de prop dels 180 cm. La gestació dura aproximadament un any i la maduresa sexual s'assoleix entre els 5 i 9 anys, quan l'animal fa prop d'uns 3 m.

## Gestió i conservació
El cap d'olla gris està protegit per la Convenció de Berna (annex III) i catalogat dintre de l'apèndix II del CITES. A banda d'ocasionals captures accidentals amb diferents arts de pesca - xàvega, arrossegament, xarxes tonyinaires, xarxes de deriva, etc.-, l'espècie no sembla presentar problemes específics de conservació. Però la intensa activitat humana en els mars del planeta podria arribar a posar en perill aquesta espècie, encara que de moment no hi ha dades científiques suficients per qualificar el seu estat. Entre les activitats que suposen una amenaça contra els caps d'olla, unes vegades de forma accidental i altres de manera provocada, es pot destacar la contaminació acústica, provocada per l'augment del trànsit marítim, les prospeccions petrolieres, els radars i, especialment, els sonars. Un altre factor amb una forta rellevància en la conservació dels caps d'olla i d'altres cetacis és la contaminació procedent d'organoclorats, metalls pesants, pesticides, DDT, mercuri, i la ingestió de plàstics, cordes i altres residus, sent el seu origen l'abocament de residus des d'embarcacions, des de la indústria i des de poblacions de la costa. A més, està l'afecció a la seva cadena alimentària i l'acumulació de contaminació en el greix i en òrgans interns d'aquests cetacis. També de gran importància, especialment en algunes zones del planeta, són les pesqueres, ja que els caps d'olla són caçats per a consum humà o com a esquer per pescar. A Sri Lanka és la segona espècie en quantitat utilitzada en la indústria pesquera. A més, la pesca accidental amb diferents arts de pesca-xàvega, arrossegament, xarxes tonyinaires, xarxes de deriva, etc. -, causa la mort de caps d'olla. Altres factors que puguin afectar la mida de les seves poblacions són la destrucció mecànica de fons per l'ús d'arts de pesca d'arrossegament, l'escassetat d'aliment per la sobreexplotació de caladors, les col·lisions amb vaixells, el turisme d'albiraments de cetacis, quan es realitza sense precaucions per minimitzar les molèsties als animals, i la captura d'exemplars per a la seva exposició en aquaris. Cada any es duu a terme una sagnant massacre contra els caps d'olla a les illes Fèroe, a Dinamarca, en el seu pas per aquestes illes durant l'època d'aparellament, aquesta tradició va començar fa 1.200 anys i es maten de 1.000 a 2.500 caps d'olla (les captures anuals han oscil·lat entre els 1.500 i els 3.000 individus).